# Myśliczek karpacki
Myśliczek karpacki (Stenus carpathicus) – gatunek chrząszcza z rodziny kusakowatych i podrodziny myśliczków (Steninae).
Gatunek ten został opisany w 1896 roku przez Ludwiga Ganglbauera.
Chrząszcz o smukłym ciele długości od 2,7 do 3,1 mm. Przedplecze ma co najwyżej nieco dłuższe niż szerokie, z co najwyżej słabo zaznaczoną bruzdą środkową. Pokrywy są rozszerzone ku tyłowi, bez wyraźnych guzów barkowych. Odwłok ma boczne brzegi odgraniczone wyraźną bruzdą, a w przedniej części nie zwęża się klinowato. Jego piąty tergit pozbawiony jest wąskiej, jasnej obwódki na krawędzi tylnej. Smukłe tylne stopy są wyraźnie dłuższe od połowy goleni. Czwarty człon stóp jest wycięty sercowato.
Owad palearktyczny, zamieszkujący góry południowo-wschodniej części Europy Środkowej. W Polsce znany z Sudetów i Karpatów. Zasiedla ściółkę lasów, wieczorami wchodząc na rośliny.